# 幸地生剛
幸地生剛（こうち せいご、1997年11月19日 - ）は、日本の俳優。

## 来歴
1997年11月19日、高知県生まれ。
大学1年生まで14年間サッカーをしていたが、怪我により挫折。そんな時にいつも身近にあったのが、ドラマや映画だった。自分を感動させてくれた作品を見て「いろいろな作品に出演して人々に豊かな感情を与えたい」と思い俳優を志す。2019年から本格的に活動をしている。芸能事務所には所属せず現在はフリーランス。

## 人物
特技は、サッカー、テニス、土佐弁。
趣味はドラマ・映画鑑賞と日記を書くこと、カフェ巡り。
小学4年生の時(2007年)に日中韓子ども童話交流に参加。 2018年にはOBとして同会のリーダーを務めた。

## 出演

### ショートフィルム
- 「Slandering」（2020年、監督：森ガキ侑大）
- 「Listen to my heart beat」（2021年、監督：森ガキ侑大）

### 映画
- 「ぞめきのくに」（2019年、監督：友利翼） - 加地隼人役[1]
- 「#ピリオド打ったらカタルシス」(2022年、監督：CRAZY JOE）- 村井に殺される青年/ヤマモト 役
- 「少女は卒業しない」（2023年2月23日公開、監督：中川駿）- 井上俊輔 役
- 「イエロー・マシマシ・ラプソディ(仮)」（2025年公開予定、監督：齋藤允宏）- 主演　小鳥遊誠役

### 配信ドラマ
- 「受け入れて」（2020年、AbemaTV） - 吉村猛 役
- 若者達「おすそわけ」（2022年、YouTube） - 主演・友也 役
- 「私がマスクを外さなくても」（2022年11月、LINE NEWS） - 元彼役

### テレビドラマ
- 「着飾る恋には理由があって」 第1話(2021年4月20日、TBS）
- 「ボイスII 110緊急指令室」第5話（2021年8月14日、日本テレビ） - 志村浩之役
- 「生きて、ふたたび 保護司・深谷善輔」第1話・第2話・第8話（2021年11月28日・12月5日・2022年1月23日、NHK BSプレミアム・BS4K） - 杉本役
- 「ユニコーンに乗って」 第8話(2022年8月23日、TBS） - 転職希望者役

### CM・広告
- TVCM「株式会社T-TOP」-始動篇-　〜株式会社T-TOP×NTT SMILE ENERGY〜（2020年6月 - ）
- WebCM「ZENHOME」-特別な日にしよう-（2020年9月 - ）
- WebCM「ものがたり珈琲」（2021年3月 - ）
- WebCM「TULTEX」（2021年4月 - ）
- WebCM「Canon PIXUS」-想い、出そう。-  年賀状篇（2021年10月 - ）
- WebCM「Dead by Daylight」-日本モバイルキャンペーンCM-（2022年5月 - ）
- WebCM「Dead by Daylight」-貞子降臨篇-（2022年10月 - ）
- WebCM「サントリークラフトボス　甘くないイタリアーノ」-情シスから一言〜カフェで大事な仕事すな〜篇-（2023年4月 - ）
- WebCM「CAINZ くらしDIY」
- TVCM「星野建設」-回帰篇-（2024年4月 - ）
- TVCM「朝日生命」-あんしんがいっぱい篇-（2024年6月 - ）
- WebCM「星野建設BRANDED MOVIE」-回帰篇-（2024年10月 - ）
- WebCM「JRA FUN ウマのそら。」（2024年10月 - ）

### ミュージックビデオ
- トレスニブ 「unicorn」（2019年）
- HUL OVER「哀悼の意」（2019年）
- WOLFTIME「剣と天秤」（2021年）
- イシザキアユム「crazy」（2021年）
- 前川真悟(かりゆし58)/せいいちろう「かわがないてるよ」（2022年、監督：森ガキ侑大）
- A Brand New Name「You’re breakin’ the rule mate, good on ya!」（2023年）

### 朗読
- web「純猥談」【聴くドラマ】/来世は元気に生まれるから.. （2020年）
- web「純猥談」【聴くドラマ】/愛じゃなくていい。これでいい。 （2020年）
- web「純猥談」【朗読】もういつまでもしつこく連絡しないから。（2020年）
- web「純猥談」【聴くドラマ】/愛おしいのに、どうして好きになれないんだろう。 （2020年）
- web「純猥談」【朗読】彼女のお腹には、大きな手術痕がある。（2020年）
- web「純猥談」【朗読】/私、結婚するまで.. （2021年）